# نازینگن
نازینگن (به آلمانی: Nasingen) یک شهر در آلمان است که در بیتبورگ-پروم واقع شده‌است.